# Believe in Me (singel ATB)
Believe In Me – pierwszy singel ATB z albumu Seven Years: 1998–2005. Został wydany 30 maja 2005 roku i zawiera cztery utwory. Piosenkę zaśpiewał niemiecki wokalista Jan Löchel.

## Lista utworów
| Nr | Tytuł                       | Długość |
| -- | --------------------------- | ------- |
| 1. | Believe in Me (Single Edit) | 3:16    |
| 2. | Believe in Me (Airplay Mix) | 4:00    |
| 3. | Believe in Me (Clubb Mix)   | 8:01    |
| 4. | Believe in Me (A&T Remix)   | 7:23    |